# Fabio Attard
Fabio Attard (Gozo, 23 de marzo de  1959) es un sacerdote católico maltés, rector mayor de la Congregación Salesiana desde marzo de 2025.

## Biografía
Nació el 23 de marzo de  1959 en Gozo, una isla del archipiélago de Malta.
Creció en Victoria, donde realizó sus formación primaria y secundaria en instituciones públicas. Descubrió su vocación religiosa, y estudió en el Seminario Mayor de Gozo entre 1975 y 1978.
Tras realizar estudios en la Universidad Pontificia Salesiana, obtuvo una licenciatura en Teología moral. Luego, realizó una maestría en la misma materia en la Academia Pontificia Alfonsiana.
En 1999, completó su investigación doctoral sobre la conciencia dentro de los sermones anglicanos de John Henry Newman en el Milltown Institute of Theology and Philosophy.

### Vida religiosa
Ingresó en la Congregación de los Salesianos, realizando el aspirantado en Savio College en Dingli, antes de prepararse para el noviciado en Dublín (Irlanda). Realizó su profesión de votos religiosos el 8  de septiembre de  1980, en Maynooth (Irlanda).
Su ordenación sacerdotal fue el 4 de julio de 1987.
De 1988 a 1991 formó parte del grupo pionero, de Salesianos, que estableció la presencia de la congregación en Túnez. Después de regresar a Malta, sirvió como rector de la Escuela Salesiana de San Patricio y del Oratorio Salesiano, en Sliema, de 1993 a 1996.
Posteriormente se incorporó al profesorado de la Universidad Pontificia Salesiana y codirigió tesis doctorales en la Academia Pontificia Alfonsiana.
En 2005, fundó y se convirtió en rector del Instituto de Formación Pastoral de Malta. Su papel de liderazgo global se amplió en 2008 cuando fue elegido Consejero General para el Ministerio Juvenil durante el 26º Capítulo General, cargo que ocupó durante 12 años después de ser reelegido en 2014. 
Durante su mandato como Consejero General, él:
- Publica el Marco de la Pastoral Juvenil Salesiana (2013),
- Organizó el Congreso Internacional de Pastoral Juvenil y Familia (Madrid, 2017)
- Coordina iniciativas para abordar la marginación, la pobreza y la migración.
- Fortalece programas de voluntariado misionero.
- Consolida la educación técnica y vocacional a través de programas como Don Bosco Tech Africa y Don Bosco Tech ASEAN.

En 2018, el Papa Francisco lo nombró Consultor del Dicasterio para los Laicos, la Familia y la Vida . Participó también en el Sínodo sobre los Jóvenes ese mismo año. 

### Rector Mayor
El 25 de marzo de 2025, fue elegido rector mayor por el 29.° Capítulo General de los Salesianos.
La elección tuvo lugar en la Casa Madre de Valdocco en Turín, con la participación de 220 provinciales y delegados en el proceso.